# The Old Landmark
Pour les articles homonymes, voir Old et Landmark.
The Old Landmark ou Let Us Go Back to the Old Landmark (Revenons aux anciennes valeurs, en anglais) est une chanson de gospel-soul-rhythm and blues américaine, écrite par le pasteur W. Herbert Brewster (en), sur un arrangement de Virginia Davis, publiée en 1949. Elle est interprétée par de nombreux chanteurs de gospel dont Aretha Franklin, et devient célèbre avec sa version de James Brown, dans la bande originale du film The Blues Brothers: Music from the Soundtrack, du film musical culte Les Blues Brothers, de John Landis de 1980.

## Historique

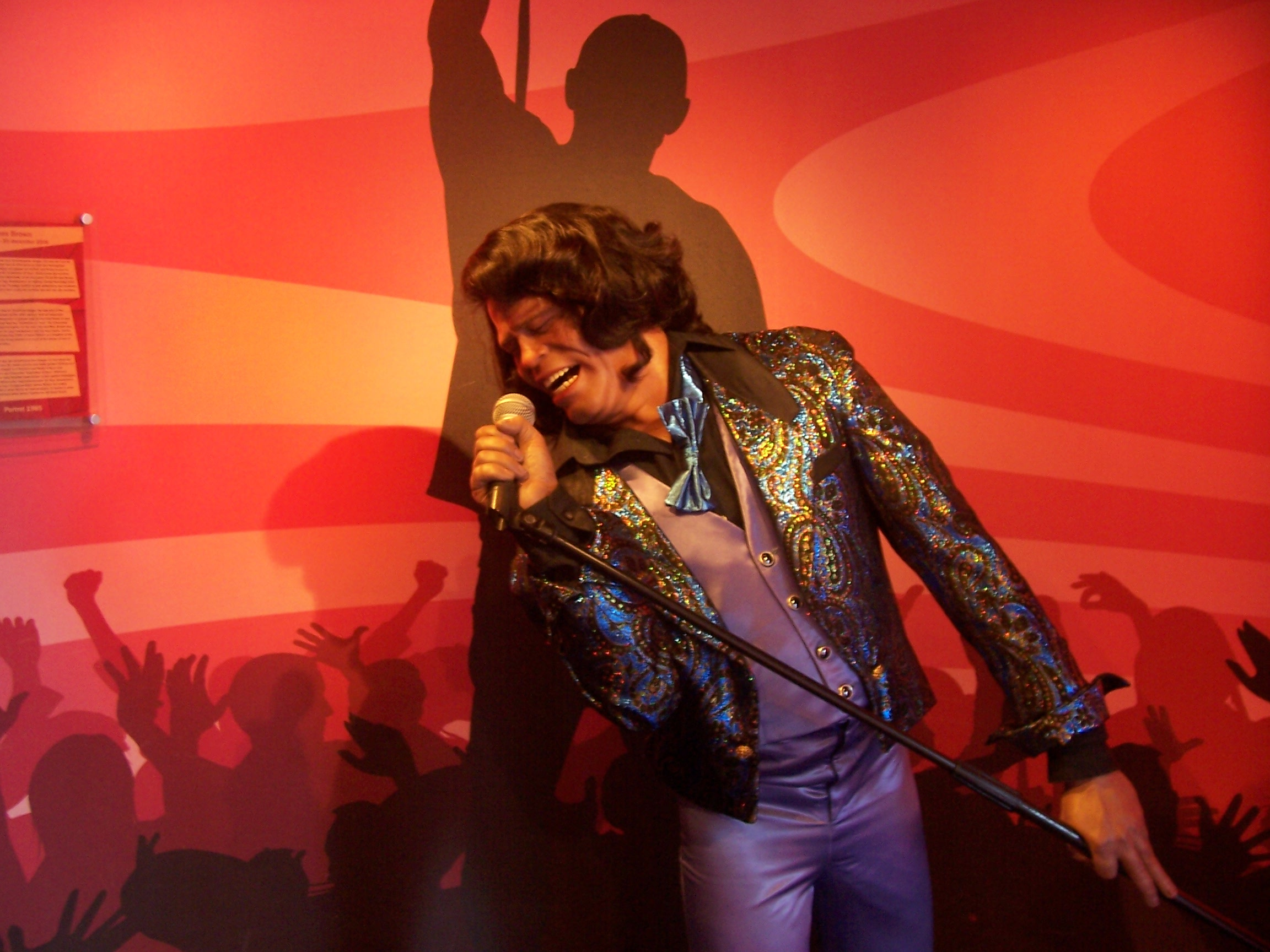
James Brown (Madame Tussauds (Amsterdam))

Cette chanson est associée à un des plus célèbres prêches cultes de l'histoire du cinéma, ou les frères Jake et Elwood Blues (deux délinquants sortis de la prison de Joliet près de Chicago, John Belushi et Dan Aykroyd du groupe The Blues Brothers) sont illuminés par la lumière divine durant un office de l'église Triple Rock de Chicago, à la suite du sermon musical « Can you see the light » (Voyez-vous la lumière, pouvez-vous voir la lumière, en anglais) du révérend Cleophus James (joué par le chanteur James Brown) accompagné à l'orgue Hammond, avec Chaka Khan, et l'orchestre et la chorale gospel de James Cleveland.
Les deux frères reconstituent alors leur célèbre groupe The Blues Brothers, pour partir avec succès en tournée musicale « en mission pour le seigneur », et gagner 5000 dollars en 11 jours, pour sauver l'orphelinat de leur enfance de la faillite.  